# Hindi
Hindi er et sprog, som tales i de fleste nordlige og centrale indiske delstater. Det er et indoeuropæisk sprog i den indo-iranske sproggruppe. Det er udviklet fra middelalderens prakrit sprog og indirekte fra sanskrit. Hindi har arvet en stor del af sit ordforråd fra sanskrit. På grund af muslimsk indflydelse i det nordlige Indien er der også et stort antal persiske, arabiske og tyrkiske låneord.
Sprogfolk regner hindi og urdu for grundlæggende samme sprog. Forskellen er, at hindi skrives med devanagari-alfabetet og har flere ord fra sanskrit, mens urdu skrives med et modificeret persisk alfabet og har flere ord fra persisk og arabisk.
Hindi er det næstmest talte sprog i verden efter kinesisk. Omkring 500 millioner mennesker taler hindi i Indien og andre steder, og det totale antal mennesker, som kan forstå sproget, er op imod 800 millioner. En undersøgelse fra 1997 viste, at 66 % af alle indere kan tale hindi. 180 millioner mennesker i Indien har det som modersmål, og andre 300 millioner bruger det som andetsprog. Uden for Indien tales det af 100.000 i USA, 685.170 i Mauritius, 890.292 i Sydafrika, 232.760 i Yemen, 147.000 i Uganda, 5.000 i Singapore, 20.000 i New Zealand, 30.000 i Tyskland. Urdu, det officielle sprog i Pakistan, tales af omkring 41 millioner mennesker i Pakistan og andre lande.
Hindi er et af Indiens officielle sprog, og er mindretalssprog i et antal lande, blandt andre Fiji, Mauritius, Guyana, Surinam, Trinidad og Tobago og Forenede Arabiske Emirater.
ISO 639's 2- og 3-bogstavskoder for hindi er hi og hin.